# Гровенор, Томас, 3-й баронет
Сэр Томас Гровенор, третий баронет, родился 20 ноября 1656 года, умер 2 июля 1700 года (в возрасте 43 лет), был членом английского парламента и предком современных герцогов Вестминстера. Он построил солидный дом на нынешнем участке Итон-холл в Чешире.

## Детство и юность
Гровенор родился в Итон-Холле, Чешир. Он был сыном Роджера Гровенора и Кристины Миддлтон, дочери Томаса Миддлтона из Чиркского замка. Ему было меньше пяти лет, когда его отец, Роджер, был убит в поединке с двоюродным братом Хью Робертсом 22 августа 1661 года. Роджер был сыном и наследником сэра Ричарда Гровенора, 2-го баронета, и, следовательно, Гровенор стал баронетом после смерти его деда сэра Ричарда Гровенора, второго баронета 31 января 1665 года. В то время ему было восемь лет.
Гровенора обучал частный учитель, который сопровождал его, когда он предпринял трёхлетний образовательный тур по Франции, Италии и Леванту в 1670 году. По возвращении он приступил к строительству нового дома в Итоне. В то время семейный дом был средневековым домом со рвом. Новый дом был построен к северу от старого дома. Гровенор назначил архитектора Уильяма Самвелла, и строительство началось в 1675 году. К 1683 году было потрачено более 1 000 фунтов стерлингов.

## Публичная жизнь
В 1667 году Гровенор становится олдерменом. В 1685 году он стал мэром Честера, а позже в том же году собрал кавалерийский отряд, чтобы поддержать Якова II в восстании в Монмуте. Гровенор служил в качестве шерифа Чеширского в 1688-89.

## Семья

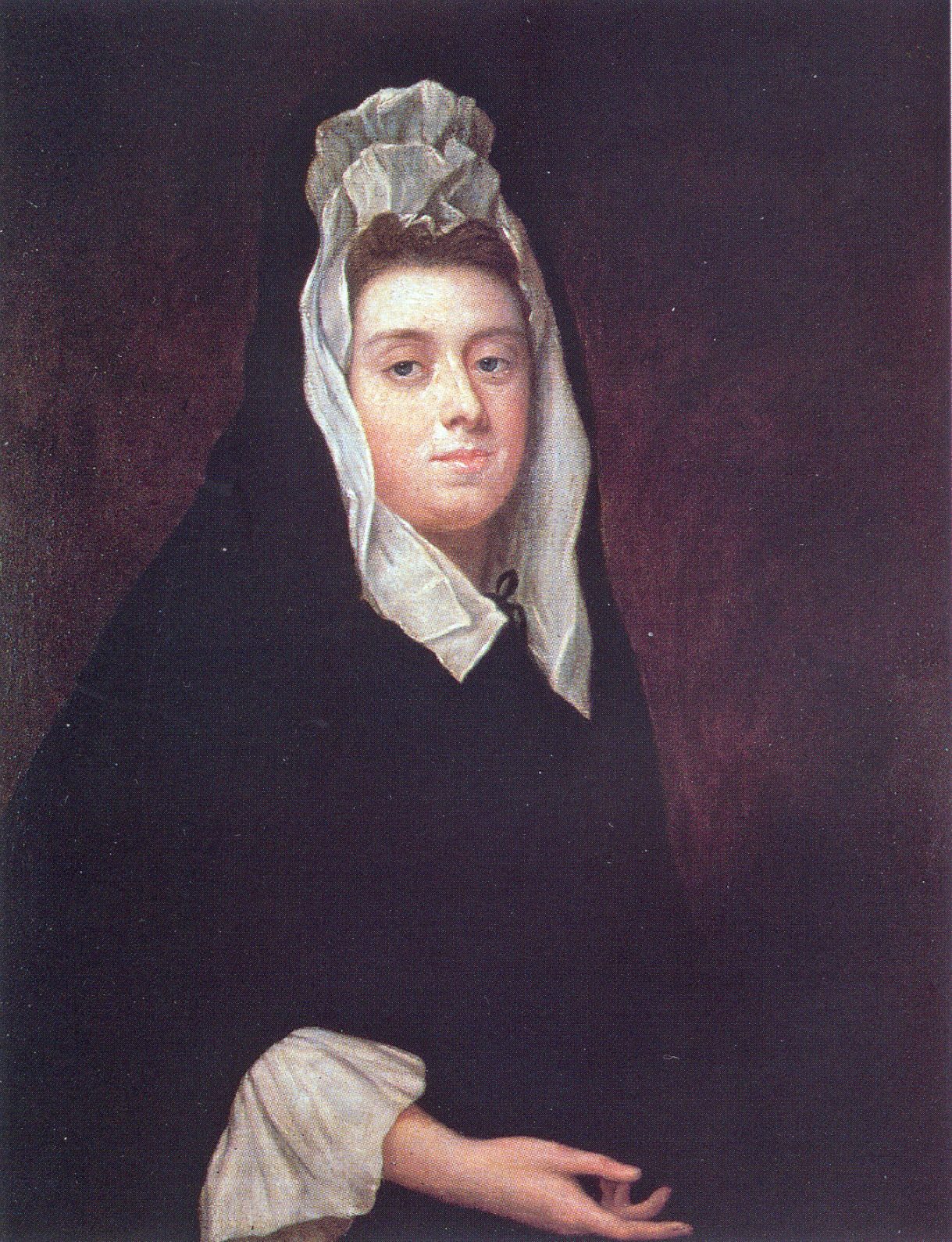
Мэри Гровенор, жена Томаса Гровенора, 3-го баронета

Гровенор женился в 1677 году; ему было 21 год, а его жене Мэри Дэвис было всего 12 лет. Мэри была дочерью писателя Александра Дэвиса, и она унаследовала значительные земли к западу от Лондона. Это было частью поместья Эбери. Позже этот район стал районами Мэйфэр, Парк-лейн и Белгрейвия в Лондоне. У пары было три дочери и пять сыновей. Двое из сыновей, Томас и Роджер, умерли молодыми; остаьные сыновья стали баронетами — Ричард стал 4-м баронетом, Томас 5-м и Роберт 6-м. [2]
Мария, леди Гровенор, приняла католичество вскоре после достижения совершеннолетия. Из-за этого и из-за того, что Итон Холл использовался как место встречи католиков, лояльность Гровенора к королю была поставлена под сомнение. Но он оставался открытым англиканцем до своей смерти в 1700 году, и он был похоронен в церкви Экклстона.
Мария была похоронена на церковном дворе церкви Св. Маргарет в Вестминстере.